# 新航工程
新航工程有限公司，簡稱新航工程（英語：SIA Engineering Company Limited，SGX：S59、OTCBB：SEGSY
），在由新加坡航空設立一家專門維修飛機公司，主要地區包括新加坡、日本、歐洲等地區。總裁為陳勝觀。

## 历史
1992年建立，其位於樟宜機場維修中心地區，該總部位於31, Airline Road, Singapore 819831。股份在2000年5月12日於新加坡交易所主板上市，招股價為2.05坡元，配售股份為110,000,000股，集資額為225,500,000坡元。

## 屬下公司
- 泛亚太平洋航空服务有限公司 (PAPAS)
- 新加坡航空發動機維修服務有限公司